# ویلیام آگبرن
ویلیام فیلدینگ آگبرن (به انگلیسی: William Fielding Ogburn)؛ (۲۹ ژوئن ۱۸۸۶–۲۷ آوریل ۱۹۵۹) فیلسوف و جامعه‌شناس آمریکایی بود که در باتلر، جورجیا زاده شد و در تالاهاسی، فلوریدا درگذشت. او همچنین آمارشناس و مربی بود.

## تحصیلات
آگبرن مدرک لیسانس هنر را از دانشگاه مرسر و کارشناسی ارشد و دکترای فلسفه را از دانشگاه کلمبیا گرفت.

## شغل
آگبرن از سال ۱۹۱۹ تا ۱۹۲۷ استاد جامعه‌شناسی در دانشگاه کلمبیا بود و در این سال رئیس گروه جامعه‌شناسی دانشگاه شیکاگو شد. وی در سال ۱۹۲۹ به عنوان رئیس انجمن جامعه‌شناسی آمریکا خدمت کرد. او از سال ۱۹۲۰ تا ۱۹۲۶ ویرایشگر مجله انجمن آمار آمریکا بود. در سال ۱۹۳۱، به عنوان رئیس انجمن آمار آمریکا و همچنین در سال ۱۹۲۰ به عنوان مشاور انتخاب شد.
او همچنین به خاطر ایدهٔ تأخر فرهنگی در سازگاری جامعه با تغییرات تکنولوژیکی دیگر شهرت دارد. این مفهوم در کتاب شوک آینده، توسط الوین تافلر ذکر شده‌است. او در دورهٔ مدیریت پژوهشی خود در کمیته روندهای اجتماعی دوران رئیس‌جمهوری هربرت هوور از ۱۹۳۰ تا ۱۹۳۳ نقش مهمی در ایجاد روندهای اجتماعی جدید داشت.
آگبرن با ۱۷۵ مقاله، یکی از پرکارترین جامعه شناسان عصر خود بود.

## تغییر اجتماعی
شاید ماندگارترین میراث فکری آگبرن نظریه تغییر اجتماعی باشد که در سال ۱۹۲۲ ارائه کرد. او پیشنهاد کرد فناوری موتور اصلی پیشرفت است ولی با واکنش‌های اجتماعی به آن تعدیل شده‌است؛ بنابراین، نظریه او اغلب جبرگرایی فناورانه تلقی می‌شود در حالی که واقعاً فراتر از این است. آگبرن چهار مرحله توسعه فنی را مطرح کرد: «اختراع»، «انباشت»، «انتشار» و «تعدیل».
- اختراع فرایندی است که طی آن اشکال جدیدی از فناوری ایجاد می‌شود. اختراعات مشارکت جمعی در یک پایگاه فرهنگی موجود است که نمی‌تواند رخ دهد مگر اینکه جامعه قبلاً سطح خاصی از دانش و تخصص را در زمینه خاص به دست آورده باشد.
- انباشت رشد فناوری است زیرا چیزهای جدید با سرعت بیشتری نسبت به موارد قدیمی اختراع می‌شوند و برخی اختراعات (مانند نوشتن) این روند انباشت را ترویج می‌کنند.
- انتشار گسترش ایده ای از یک گروه فرهنگی به گروه دیگر یا از یک حوزه فعالیت به حوزه دیگر است و همان‌طور که انتشار اختراعات را با هم جمع می‌کند، آنها با هم ترکیب می‌شوند و اختراعات جدیدی را تشکیل می‌دهند.
- تعدیل فرایندی است که طی آن جنبه‌های غیر فنی یک فرهنگ به اختراع پاسخ می‌دهد و هرگونه تأخیر در این فرایند تعدیل باعث تأخر فرهنگی می‌شود.